# Mesophractias
Mesophractias là một chi bướm đêm thuộc họ Noctuidae.